# Mitsubishi Pajero Sport

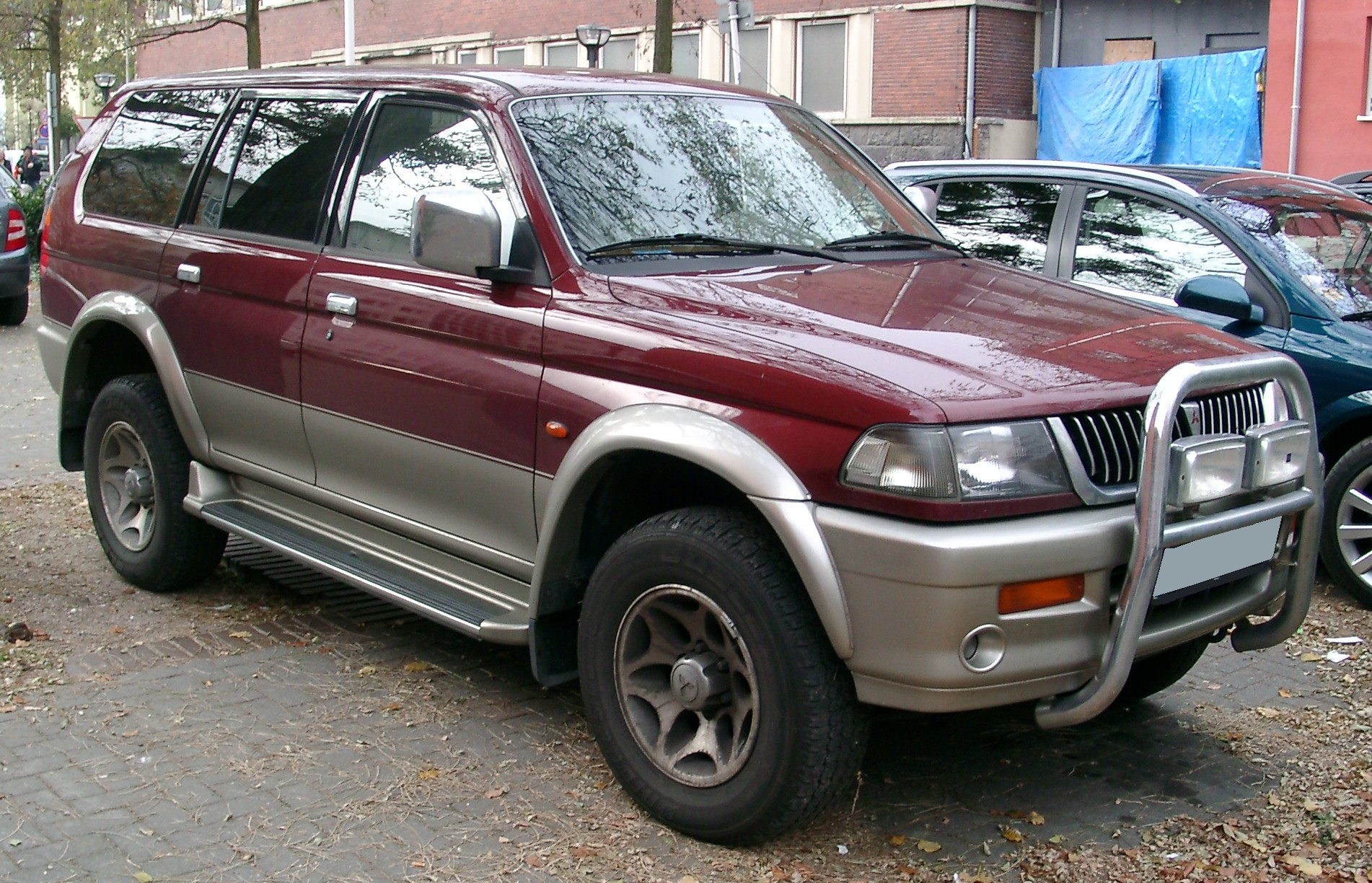
Mitsubishi Pajero Sport.

Mitsubishi Pajero Sport är en suv som kom 1997. Är till skillnad från vanliga Mitsubishi Pajero baserad på flakbilen Mitsubishi L200.

## Motoralternativ
| Modell | Motor                  | Cylindervolym | Effekt | Vridmoment | Bränslesystem      |
| ------ | ---------------------- | ------------- | ------ | ---------- | ------------------ |
| 2500   | 4-cyl radmotor SOHC 8v | 2477 cm³      | 99 hk  | 240 Nm     | Turbodiesel        |
| 2500   | 4-cyl radmotor SOHC 8v | 2477 cm³      | 115 hk | 240 Nm     | Turbodiesel        |
| 3000   | V6-motor SOHC 24v      | 2972 cm³      | 177 hk | 255 Nm     | Bränsleinsprutning |